# Arthur William Edgar O'Shaughnessy
Pour les articles homonymes, voir Shaughnessy.
Arthur William Edgar O'Shaughnessy (14 mars 1844 - 30 janvier 1881) est un poète britannique d'origine irlandaise, né à Londres.

## Biographie
À l'âge de 17 ans, en juin 1861, Arthur O'Shaughnessy devient traducteur dans la bibliothèque du British Museum, a priori grâce à l'aide de Sir Edward Bulwer Lytton. Deux ans plus tard, il devient herpétologiste dans le département de zoologie de ce musée. Toutefois sa véritable passion est la littérature et la poésie. Il publie son premier recueil de poèmes, Epic of Women, en 1870, suivi deux ans plus tard de Lays of France en 1872, puis de Music and Moonlight en 1874. Il se marie à l'âge de 30 ans et ne publie plus aucun livre durant les sept dernières années de sa vie. Son dernier recueil, Songs of a Worker, fut publié à titre posthume en 1881.
Il est notamment célèbre pour les premières lignes de l'ode issue de son livre Music and Moonlight (1874) :
« We are the music makers,

And we are the dreamers of dreams,

Wandering by lone sea-breakers

And sitting by desolate streams;—

World-losers and world-forsakers,

On whom the pale moon gleams:

Yet we are the movers and shakers

Of the world for ever, it seems. »